# Rete vendita
Si intende con rete vendita di un'organizzazione un insieme di persone che compongono la Forza Vendita, e che collaborano alla promozione e alla vendita di prodotti e/o servizi della organizzazione.

## Forza Vendita e sua gestione
La gestione della Forza Vendita comprende vari strumenti: 
1. analisi della mansione e dei compiti del venditore;
2. studio dei tempi di vendita;
3. studio dell'utilizzazione razionale del tempo di vendita;
4. valutazione dei metodi di vendita;
5. selezione e addestramento dei venditori.

### Analisi della mansione
è il procedimento con il quale si stabilisce il nucleo essenziale dei requisiti e delle capacità tecniche necessarie per l'esecuzione efficiente di un dato compito. A questa deve seguire una fase di formazione efficace. Il supporto di una piattaforma tecnologica accompagna con maggior sicurezza il venditore nella sua attività sul campo. 

### Studio dei tempi
Lo studio dei tempi è la determinazione dei tempi in cui un certo lavoro deve essere eseguito. In dettaglio la giornata del venditore può essere suddivisa nelle seguenti fasi: 
1. tempo dedicato alla programmazione delle visite di vendita;
2. tempo utilizzato per compiti di routine;
3. tempi di viaggi ed attesa;
4. tempi di formazione permanente;
5. tempo effettivo di vendita;
6. tempo speso variamente.

Compito dello studio dei tempi è proprio l'ottimizzazione delle fasi produttive di lavoro e la compressione degli stadi che non presentano valore aggiunto per la Forza Vendita. Prevedere un tempo quotidiano da dedicare all'autoformazione è fondamentale, e risulta possibile solo con l'ausilio delle tecnologie online.

### Analisi dei metodi di vendita
Altro importante aspetto è lo studio e l'analisi dei metodi di vendita, considerato anche il notevole impulso che  hanno avuto negli ultimi tempi le tecniche di negoziazione e persuasione quali strumenti per condurre più facilmente a buon fine le trattative commerciali. 
La negoziazione è un processo mediante il quale almeno due parti cercano di raggiungere un accordo su punti di interesse reciproco, mentre la persuasione e le relative tecniche mirano, invece, ad influenzare le scelte di un determinato interlocutore attraverso vari livelli di comunicazione.

### Reclutamento e formazione
Il management della forza vendita deve dedicare una  particolare attenzione al reclutamento, alla selezione e alla formazione professionale dei propri venditori.
La procedura di reclutamento può essere più o meno complessa, in base alle caratteristiche dell'azienda, al suo orientamento al mercato, alle necessità di disporre di una Forza Vendita valida.
Sempre più spesso il Venditore viene considerato come una risorsa critica da tesaurizzare, tipica ed esclusiva dell'azienda. 
Tale capitale invisibile rende molto difficile l'acquisizione massiva di professionalità esterne ed accentua la competizione nei riguardi del mantenimento della propria Forza Vendita.